# Carlos Alberto Torres
Carlos Alberto "Capitão" Torres (Rio de Janeiro, 17 juli 1944 – aldaar, 25 oktober 2016), was een Braziliaans voetballer en voetbalcoach. Hij wordt in het algemeen gezien als een van de beste verdedigers aller tijden. Hij won, als aanvoerder, het Wereldkampioenschap voetbal 1970. Hij werd door Pelé verkozen op de FIFA 100 lijst.
Carlos Alberto speelde 53 interlands voor Brazilië, waarin hij acht keer scoorde.
| Periode   | Club            | Land             | Wedstrijden (goals) |
| --------- | --------------- | ---------------- | ------------------- |
| 1963-1966 | Fluminense FC   | Brazilië         | 98 (9)              |
| 1966-1974 | Santos FC       | Brazilië         | 445 (40)            |
| 1974-1977 | Fluminense FC   | Brazilië         | 53 (4)              |
| 1977      | CR Flamengo     | Brazilië         | 0 (0)               |
| 1977-1980 | New York Cosmos | Verenigde Staten | 80 (6)              |
| 1981      | California Surf | Verenigde Staten | 19 (2)              |
| 1982      | New York Cosmos | Verenigde Staten | 20 (0)              |